# Eleanor Elkins Widener
Eleanor Widener Rice, nata Elkins (Filadelfia, 21 settembre 1861 – Parigi, 13 luglio 1937), è stata una filantropa e esploratrice statunitense.

## Biografia

### Primo matrimonio
Eleanor Elkins era la figlia di William Lukens Elkins, ricco magnate dell'industria tranviaria statunitense. Nel 1883 sposò George Dunton Widener, figlio del socio in affari di suo padre. La coppia avrà tre figli: Harry Elkins Widener, George Dunton Widener Jr. e Eleanor Widener Dixon.

### RMSTitanic

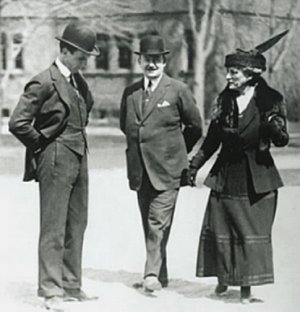
Eleanor Widener, il figlio George Jr e l'architetto della Harry Elkins Widener Memorial Library Horace Trumbauer

Nel 1912 Eleanor, il marito ed il figlio maggiore Harry viaggiarono a Parigi per trovare un cuoco per il loro nuovo ristorante a Filadelfia, il Ritz Carlton. Per ritornare in America prenotarono due cabine di prima classe sul RMS Titanic, la C-80 e la C-82. Assieme a loro viaggiavano il servitore di George, Edwin Keeping, e la cameriera di Eleanor, Amalie Gieger.
Il pomeriggio del 14 aprile George e Eleanor stavano conversando sul ponte con Joseph Bruce Ismay, amministratore delegato della White Star Line, quando il comandante Edward Smith li interruppe porgendo ad Ismay un messaggio di avvistamento di iceberg sulla loro rotta, il quale lo mise in tasca. Questo famigerato messaggio rimarrà nelle mani di Ismay sino alle 19:15 quando verrà affisso nella bacheca della sala di comando.
La sera dello stesso giorno gli Widener organizzarono un ricevimento nel salone del ristorante alla carta. A questa cena vennero invitati il maggiore Archibald Butt, William e Lucile Carter, John e Marian Thayer e lo stesso comandante Smith. Finita la cena, le signore ritornarono nelle proprie cabine, mentre gli uomini (eccetto il comandante) si diressero nella sala fumatori di prima classe, dove rimasero sino al momento della collisione con il famigerato iceberg. Gli Widener si diressero poi sul ponte, dove Eleanor e la cameriera vennero imbarcate sulla lancia di salvataggio numero 4. George, Harry ed il servitore perirono nella tragedia.
Dopo la tragedia, Eleanor donò 2 milioni di dollari all'Università di Harvard, l'università in cui si laureò suo figlio Harry, per la costruzione della Harry Elkins Widener Memorial Library. Ha anche contribuito alla ricostruzione della St.Paul's Protestant Episcopal Church nel quartiere Ogontz di Filadelfia.

### Secondo matrimonio

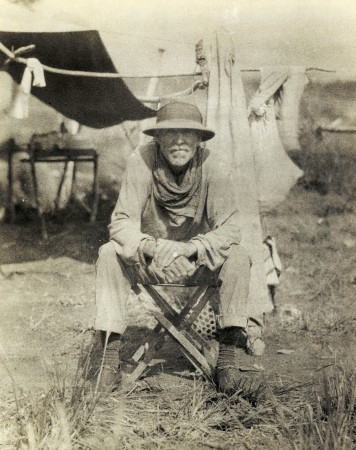
Alexander Rice Jr

Nell'ottobre del 1915 Eleanor sposò Alexander Hamilton Rice Jr, chirurgo, geografo e noto esploratore, e negli anni successivi lo seguì in diverse spedizioni in Sud America, in Europa e in India, dopo aver venduto la sua villa di Filadelfia. Fu inoltre la prima donna bianca a raggiungere i villaggi sulle rive del Rio Negro. Durante questo viaggio gli indigeni furono molto gentili con lei; durante una spedizione del 1920 dall'altra parte del Rio delle Amazzoni, Eleanor e il marito vennero attaccati da un gruppo di indigeni selvaggi, riuscendo però a salvarsi. Nello scontro a fuoco che ne seguì, persero la vita due indigeni
Eleanor Rice morì il 13 luglio 1937 in un negozio a Parigi per un attacco di cuore all'età di 75 anni. Fu sepolta nel Laurel Hill Cemetery di Filadelfia.